# Teatro Salieri

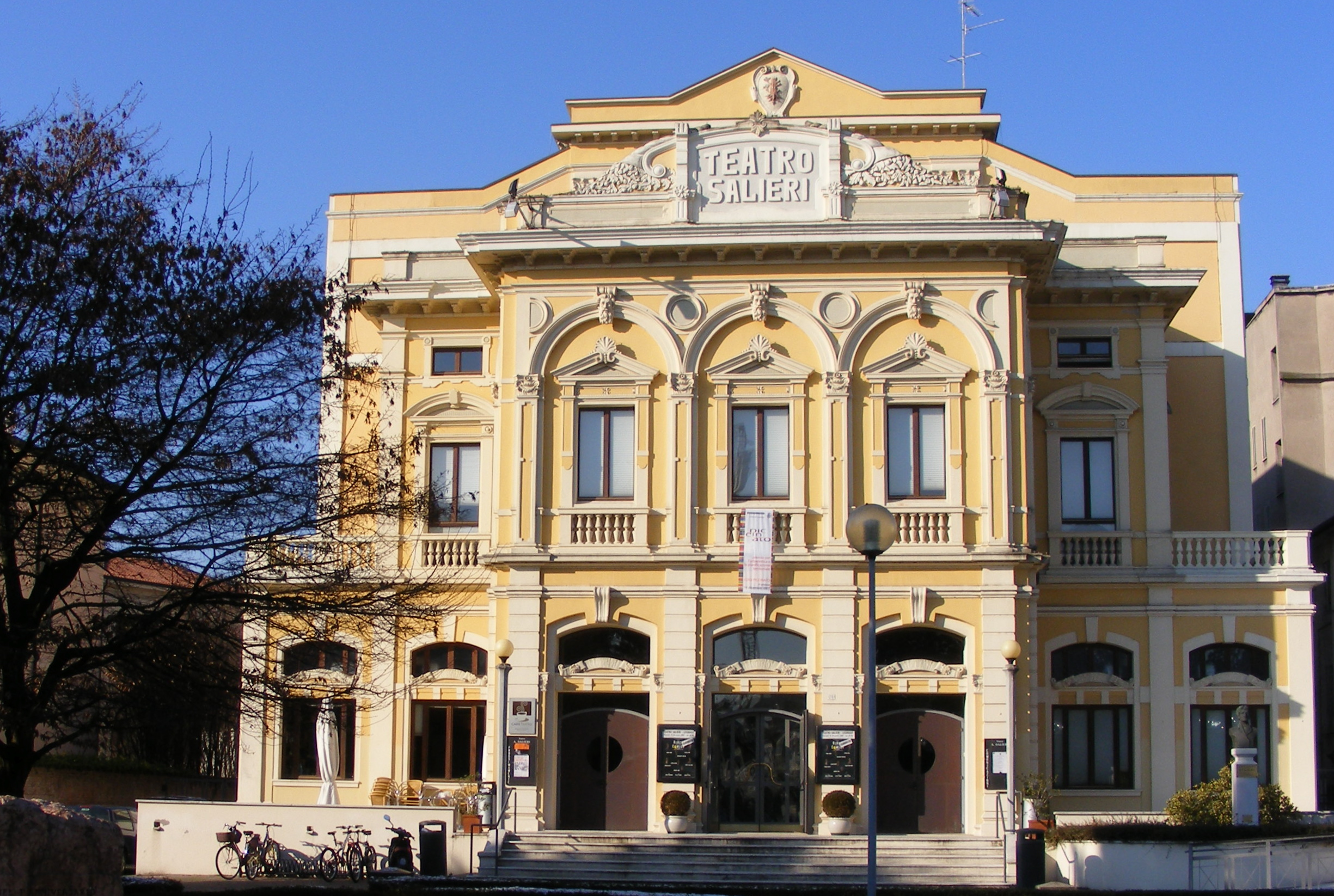
Teatro Salieri in Legnago, Italië

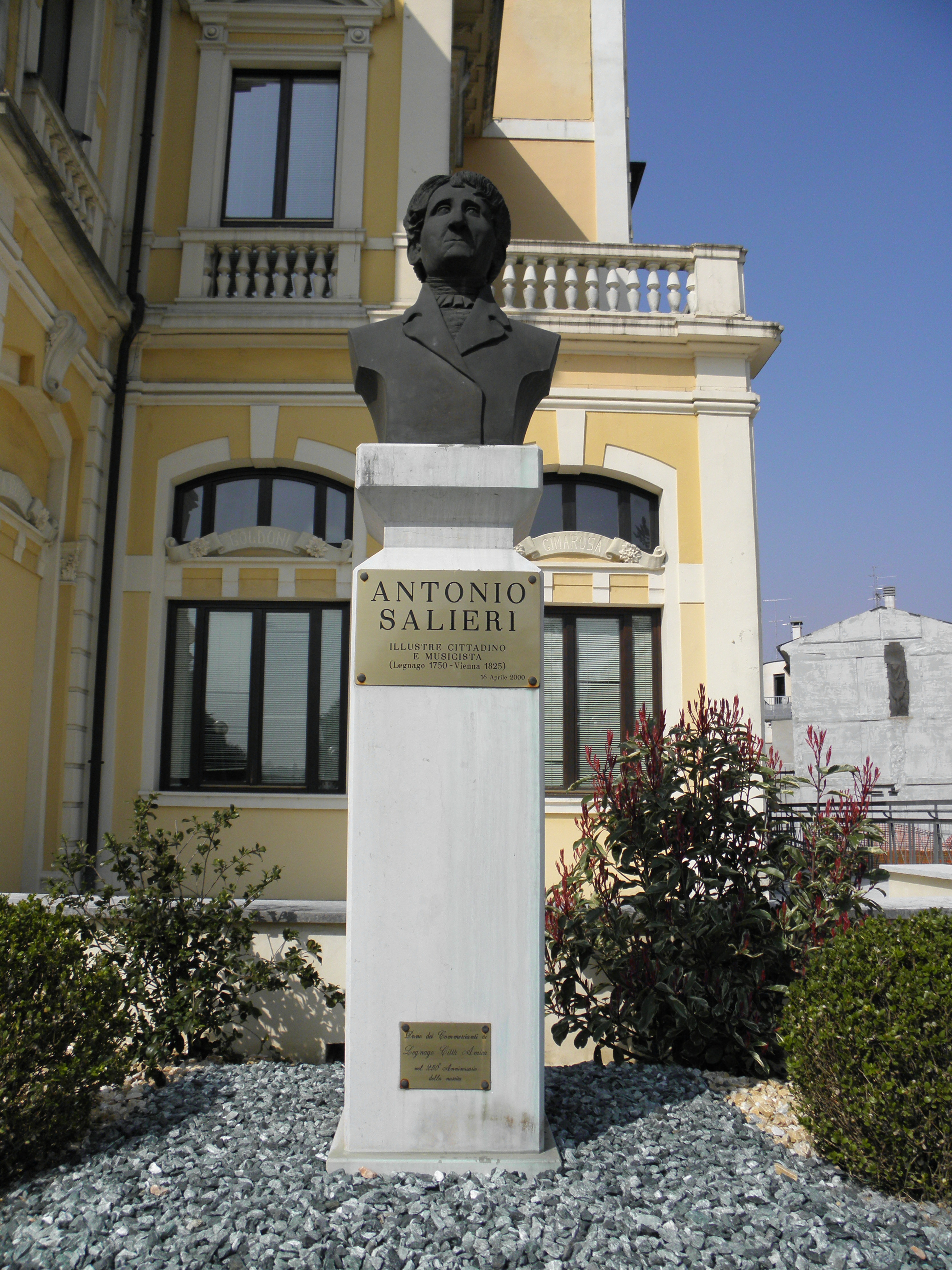
Borstbeeld voor Antonio Salieri

Het Teatro Salieri (20e eeuw) is een muziektheater en concertzaal in Legnago, een gemeente in de Noord-Italiaanse regio Veneto. Het theater is vernoemd naar Antonio Salieri, de componist die in Legnago geboren is.
De stijl is eclectisch neoroccoco. 
Het theater telt 630 zitplaatsen. Hoofdzakelijk concerten worden in het theater gegeven, en dit met diverse muziekgenres.

## Historiek
Aan het Teatro Salieri is gebouwd van 1911 tot 1956. De oorspronkelijke bouwheer was de Società anononima teatrale. De opening was voorzien voor het jaar 1914. Het duurde evenwel tot 1956 eer het muziektheater de deuren opende. Dit kwam door het uitbreken van de twee wereldoorlogen en door herziening van de bouwplannen door opeenvolgende architecten. Antonio Salieri kreeg een borstbeeld rechts naast de ingang.
Van 1989 tot 1999 was het Teatro Salieri gesloten wegens verbouwingswerken. Het Teatro Salieri is voor alles de plek van het jaarlijkse Salieri Opera Festival, georganiseerd door de stichting Fondazione Culturale Antonio Salieri. Deze stichting is sinds 2009 de eigenaar van het theater.